# Torre Espacio
Torre Espacio ist der Name eines Wolkenkratzers in der spanischen Hauptstadt Madrid. Der Turm gehört mit einer Höhe von 230 Metern (236 Meter bis zur Spitze) zu den vier höchsten Wolkenkratzern Madrids. In dem 2008 fertiggestellten Gebäude hat das Bauunternehmen OHL seinen Firmensitz. Der Entwurf des Gebäudes stammt von Henry N. Cobb und José Bruguera von Pei Cobb Freed & Partners.
Der Büroturm ist Sitz mehrerer Botschaften (Australien, Kanada, Vereinigtes Königreich).
In der Nacht auf den 5. September 2006 brach im 42. Stockwerk des noch im Bau befindlichen Turms ein Feuer aus, das aber rasch gelöscht werden konnte und keine strukturellen Schäden am Gebäude selbst hervorrief.
Beim Richtfest 2007 war der Torre Espacio das höchste Gebäude Spaniens, wurde jedoch kurz darauf vom Torre de Cristal übertroffen. Gemeinsam mit dem Torre Caja Madrid und dem Torre PwC bilden sie die Cuatro Torres Business Area. Dieses neue Quartier löste das Banken- und Hochhausviertel AZCA als bis dahin bedeutendster Wolkenkratzerkomplex des Landes ab.